# Stefan Frühauf

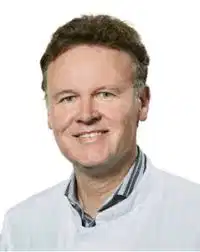
Prof. Dr. Stefan Fruehauf

Stefan Frühauf (* 9. August 1964 in Herborn) ist ein deutscher Arzt und Hochschullehrer an der Ruprecht-Karls-Universität Heidelberg. Er ist Internist, Arzt für Hämatologie, Internistische Onkologie und Palliativmediziner. Sein wissenschaftliches Interesse gilt der klinischen Entwicklung neuer Krebsmedikamente.

## Leben und Wirken
Frühauf studierte Medizin an der Universität Heidelberg und dem University College London. Seine Fachweiterbildung absolvierte er am Universitätsklinikum Heidelberg, am Deutschen Krebsforschungszentrum Heidelberg, am Johns Hopkins Hospital Baltimore und an der Universität Leiden. Er promovierte 1992 (summa cum laude) an der Universität Heidelberg mit einer Arbeit über die Chemotherapie des Ovarialkarzinoms und habilitierte sich 1999 an der Universität Heidelberg für das Fach Innere Medizin mit einer Arbeit über Blutstammzelltransplantation. Diese Arbeiten wurden u. a. von der Deutschen Forschungsgemeinschaft (DFG) gefördert. Weiterhin leitete er präklinische Untersuchungen, sowie klinische Arzneimittelprüfungen, die zur Zulassung neuer Krebsmedikamente beitrugen. Im Jahr 2005 erfolgte die Ernennung zum außerplanmäßigen Professor der Universität Heidelberg.
Von 1999 bis 2006 war Frühauf Oberarzt und Leiter der autologen Blutstammzelltransplantation am Universitätsklinikum Heidelberg. Seither leitete er als Chefarzt Abteilungen für Hämatologie/Onkologie und Palliativmedizin der Paracelsus-Klinik in Osnabrück, des Klinikums Bad Hersfeld und der Klinik Dr. Hancken in Stade (2015-). Er koordinierte die Zertifizierungen der Paracelsus-Klinik in Osnabrück als Onkologisches Zentrum durch die Deutsche Gesellschaft für Hämatologie und Onkologie sowie der Kliniken in Osnabrück und Bad Hersfeld als Center for Integrative Oncology and Palliative Care durch die European Society for Medical Oncology. 2006 bis 2008 übernahm Frühauf zusätzlich die Leitung der ambulanten onkologischen Rehabilitationseinrichtung PAROS. 
Berufspolitisch engagiert sich Frühauf u. a. als Europäischer Vizepräsident der International Society for Cellular Therapy (ISCT)  (2006–2008, 2012–2014) und 2007–2013 als Mitglied des Wissenschaftlichen Beirats der Deutschen Gesellschaft für Hämatologie und Onkologie  (DGHO). Er ist Mitglied in internationalen und nationalen Fachgesellschaften sowie Gutachter in verschiedenen internationalen, nationalen und pharmazeutischen Gremien. Außerdem war er 2008 und 2009 Gründungsmitglied und stellvertretender Vorsitzender der Arbeitsgruppe Onkologische Rehabilitation der DGHO, 2006 President Foundation Eurograft Rotterdam und 2008 bis 2010 Vorsitzender der Medizinischen Gesellschaft zu Osnabrück.
Frühauf lebt in Stade und hat drei Söhne.

## Auszeichnungen
- 2000: Preis der Otto-Weber-Stiftung der Universität Heidelberg
- 2003: Stiftungspreis für Krebsforschung der Universität Heidelberg
- 2009: Förderpreis der Niedersächsischen Krebsgesellschaft

## Schriften
- Stefan Fruehauf, W. Jens Zeller, Gary Calandra (Hrsg.): Novel Developments in Stem Cell Mobilization: Focus on CXCR4. Springer, New York 2012, ISBN 978-1-4614-1959-4.